# Laguna Beach: The Hills
Vous pouvez aider à l'améliorer ou bien discuter des problèmes sur sa page de discussion.
- Il n'est pas vérifiable et peut contenir des informations totalement erronées. Il est fortement conseillé aux contributeurs d'étayer son contenu par des sources fiables. Sans cela, sa suppression pourrait être envisagée. (si vous venez d'apposer le bandeau, veuillez cliquer sur ce lien pour créer la discussion et en afficher les indications). (Marqué depuis août 2024)
- Il peut contenir un travail inédit ou des déclarations non vérifiées. Vous pouvez l’améliorer en ajoutant des références. (Marqué depuis août 2024)

- Archive Wikiwix
- Bing
- Cairn
- DuckDuckGo
- E. Universalis
- Gallica
- Google
- G. Books
- G. News
- G. Scholar
- Persée
- Qwant
- (zh) Baidu
- (ru) Yandex
- (wd) trouver des œuvres sur Wikidata

Vous pouvez aider à l'améliorer ou bien discuter des problèmes sur sa page de discussion.
- Il ne cite pas suffisamment ses sources. Vous pouvez indiquer les passages à sourcer avec {{référence nécessaire}} ou {{Référence souhaitée}}, et inclure les références utiles en les liant aux notes de bas de page. (Marqué depuis décembre 2013)
- Son texte doit être wikifié : il ne correspond pas à la mise en forme Wikipédia (style, typographie, liens internes, liens entre les wikis, etc.). (Marqué depuis août 2024)

- Archive Wikiwix
- Bing
- Cairn
- DuckDuckGo
- E. Universalis
- Gallica
- Google
- G. Books
- G. News
- G. Scholar
- Persée
- Qwant
- (zh) Baidu
- (ru) Yandex
- (wd) trouver des œuvres sur Wikidata

Laguna Beach : The Hills, ou The Hills : Princesses d'Hollywood au Québec (The Hills) est une émission de téléréalité américaine en 102 épisodes de 22 minutes créée par Adam DiVello et diffusée du 31 mai 2006 au 13 juillet 2010 sur MTV.
En France, cette émission est diffusée sur les chaînes MTV françaises, et au Québec à partir du 7 septembre 2009 à MusiquePlus.
En 2018 est annoncé la suite de la série-réalité, avec le titre The Hills: New Beginnings.

## Synopsis
Après sa remise de diplôme, Lauren Conrad part vivre à Los Angeles où elle étudie le marketing et la mode. L'émission suit ses aventures et celles de ses nouvelles amies, Heidi Montag, Audrina Patridge et Whitney Port. Cette émission est un spin-off d'une autre télé réalité Laguna Beach: The Real Orange County.

## Distribution
- Lauren Conrad (saisons 1 à 5A ; 84 épisodes) (Salaire total gagné par épisode : 75 000 $)
- Audrina Patridge
- Heidi Montag (Salaire total gagné : 65 000 $)
- Whitney Port (saisons 1 à 4 ; 69 épisodes) (Salaire total gagné : 20 000 $)
- Kristin Cavallari (Saisons 5B et 6 ; 23 épisodes)

### Distribution secondaire
- Lo Bosworth (en) (saison 6, récurrente 3 à 5 ; 42 épisodes)
- Spencer Pratt (récurrent saisons 2 à 6 ; 43 épisodes) (Salaire total gagné : 65 000 $)
- Brody Jenner (récurrent saisons 2 à 6 ; 17 épisodes) (Salaire total gagné : 10 000 $)
- Frankie Delgado (en) (récurrent saisons 2 à 6 ; 17 épisodes)
- Stephanie Pratt (en) (saison 6, récurrente 3 à 5 ; 57 épisodes)
- Justin Brescia (en) (récurrent saisons 3 à 6 ; 24 épisodes)
- Holly Montag (récurrente saisons 4 à 6 ; 24 épisodes)
- Stephen Colletti (invité saison 3, épisode 26)

## Épisodes

### Première saison (2006)
1. Nouvelle ville, nouvelle vie (New City, New Drama)
2. Changement de cap (A Change of Plan)
3. Un appel inattendu (An Unexpected Call)
4. Lauren et Jason, deuxième (Lauren and Jason, Take 2)
5. L'Anniversaire de Jason (Jason's Birthday)
6. Amour, boulot… fiasco (Boyfriends and Work Don't Mix)
7. Tout est mal qui finit bien (Somebody Has Always to Cry)
8. Anniversaire romantique (You Can't Just Be with Me?)
9. Tu l'aimes ou tu l'aimes pas ? (Love Is Not a Maybe Thing)
10. Tout est une question de timing (Timing Is Everything)

### Deuxième saison (2007)
1. Retour à la case départ (Out With the Old…)
2. Tout vient à point à qui sait attendre (When You Least Expect It)
3. Une soirée de folie (The Best Night Ever)
4. Question de confiance (Who Do You Trust?)
5. Une deuxième chance (One Big Interruption)
6. T'as fait ton choix (You Have Chosen)
7. Merci les amies ! (With Friends Like These)
8. Trop c'est trop (Enough Is Enough)
9. Nouvelle année, nouvelles amies (New Year, New Friends)
10. Tes excuses, tu peux te les garder (Apology Not Accepted)
11. Ca arrive à tout le monde (Everyone Falls)
12. Ce n'est qu'un au revoir (Goodbye For Now)

### Troisième saison (2007-2008)
1. Tu sais très bien ce que tu as fait ! (You Know What You Did)
2. Les grandes filles ne pleurent pas (Big Girls Don't Cry)
3. La vérité et le temps disent tout (Truth and Time Tells All)
4. Je te présente mes parents (Meet the Parents)
5. Tu fréquentes l'ennemie (Rolling With the Enemy)
6. Deuxièmes chances (Second Chances)
7. Comme on se retrouve (They Meet Again)
8. Pour le meilleur et pour le pire (For Better Or Worse)
9. Ce qui se passe à Vegas… (What Happens In Vegas…')
10. Confidence pour confidence… (What Goes Around…)
11. Un casting presque parfait (No More Mr Nice Guy)
12. Le stress et la ville (Stress and the City)
13. La soirée Young Hollywood (Young Hollywood)
14. Pardonner et Oublier (Forgive and Forget)
15. Avec cette bague… (With This Ring…)
16. Une soirée à l'opéra (A Night At the Opera)
17. Il était une fois un joueur (Once a Player)
18. Quand une porte se referme (When One Door Closes…)
19. Paris change tout (Paris Changes Everything')
20. De retour à L.A. (Back To L.A.)
21. Un ami non apprécié (An Unlikely Friend)
22. Quand Spencer apprend (When Spencer Finds Out)
23. Fait juste attention (Just Be Careful)
24. Sortie entre filles (Girls Night Out)
25. Une nouvelle colocataire (A New Roommate)
26. Un Rendez-vous avec le passé (A Date With the Past)
27. Aucune place comme à la maison (No Place Like Home)
28. La prochaine action est la tienne (The Next Move Is Yours)

### Quatrième saison (2008)
1. On ne sera jamais amis (We'll Never Be Friends)
2. Drama les suit (Drama Follows Them)
3. Plus avantageux pour ses amis (Better Off As Friends)
4. Les garçons font pleurer les filles (Boys Make Girls Cry)
5. Ça ne s'oublie pas changer (Something Has to Change)
6. Que vous avez toujours un meilleur ami (You Always Miss a Best Friend)
7. Quand Lauren n’est pas là ( When Lauren's Away…)
8. Fais pas l'innocente! (Don't Act Innocent)
9. La faute de Spencer (If She Never Met Spencer)
10. Qui choisir? (Who to Choose?)
11. Vous ne l'aurez plus jamais (You'll Never Have This)
12. Je veux que tu sois avec moi (I Want You to Be With Me)
13. C'est son déménagement (It's Her Move)
14. Retour à New York (Back to New York)
15. Notre dernière chance (Our Last Chance)
16. C’est ta faute (You Did This)
17. Une question de confiance (It's About Trust)
18. Changement de cap (Dream Boy, Dream Job)
19. Mr. et Mme. Pratt (Mr. and Mrs. Pratt)
20. Moi, Heidi, je t'épouse Spencer (I Heidi Take Thee Spencer)

### Cinquième saison (2009)
1. Ne pleures pas le jour de ton anniversaire (Don't Cry on Your Birthday)
2. Tout arrive par raison (Everything Happens for a Reason)
3. J'en ai fini avec toi (I'm Done with You)
4. Fou amoureux (Crazy in Love)
5. J'ai toujours le petit coup de foudre (I Always Had a Little Crush)
6. Les playmates amènent le drame (Playmates Bring the Drama)
7. Garde ton ennemi proche (Keep Your Enemies Closer)
8. Le père de la mariée (Father of the Bride)
9. Salut Lauren, c'est Spencer (Hi Lauren, It's Spencer)
10. Quelque chose de vieux, quelque chose de neuf (Something Old, Something New)
11. La "salope" est de retour (The Bitch Is Back)
12. Les dessous du mariage de l’année (Mess with Me, I Mess with You)
13. Premier faux pas (Strike One)
14. Les vieilles habitudes ont la vie dure (Old Habits Die Hard)
15. Désolé, poupée! (Sorry Boo, Strike Two)
16. J'en ai fini avec toi (I'm Done with You)
17. Au suivant… (On to the Next)
18. On n’a pas toujours ce qu’on veut (Can't Always Get What You Want)
19. Le prince charmeur (Mr. Right Now)
20. Amours de vacances (The Boys of Summer)

### Sixième saison (2010)
1. La tête des mauvais jours (Put on a Happy Face)
2. La rumeur court (Rumor Has It)
3. Un sujet qui fâche (The Elephant in the Room)
4. Ce n'est qu'un aurevoir (This is Goodbye)
5. Quand y en a pour une … (A New Bird)
6. Les fantômes du passé (Ghost from the Past)
7. Mauvaises fréquentations (The Company You Keep)
8. En plein dilemme (Between a Rocker and a Hard Place)
9. Rupture et réconciliation (Break-up to Make-up)
10. Bienvenue dans la jungle (Welcome to the Jungle)
11. À la folie… pas du tout (Loves Me Not)
12. Un nouveau départ (All Good Things)

## Commentaires
- Heidi et Spencer participent pendant l'été 2009 à la saison 2 de I'm a Celebrity… Get Me Out of Here! sur NBC. Ils abandonneront le jeu le jour 2, avant de revenir dans l'aventure le jour 4. L'acteur Daniel Baldwin arrivera pour combler le vide. Finalement au jour 8 ils décident de quitter définitivement le jeu. C'est donc Holly Montag qui entre dans la jungle pour les remplacer. Ils étaient notamment avec Stephen Baldwin et Janice Dickinson.
- Lauren Conrad a quitté l'émission à la moitié de la cinquième saison (épisode du mariage de Heidi Montag et Spencer Pratt). Lauren souhaitait en finir avec l'émission pour la simple et bonne raison qu'elle n'avait plus d'intimité. Durant la 2e partie de la saison 5, c'est Kristin Cavallari qui devient le personnage principal de l'émission.
- Audrina a participé à Dancing with the Stars saison 11 en 2010, mais a été éliminée au bout de 6 semaines.
- Kristin a participé à la 13e saison de Dancing with the Stars, en 2011. Elle a été éliminée seulement 3 semaines après le début du jeu.
- Heidi a participé pendant l'été 2011 à Famous Food. Elle ne gagne pas le jeu.
- En 2013 Heidi et Spencer participent à l'émission de télé réalité anglaise, Celebrity Big Brother série 11. Ils arrivent à la deuxième place lors de la finale.

Leur ancien collègue dans I'm a Celebrity, Stephen Baldwin avait participé à la saison 7 en 2010. Lors de la saison 9 et 10, les producteurs de l'émission ont fait appel à Kristina et Karissa Shannon (Les Girls de Playboy) et à Michael "The Situation" Sorrentino (Bienvenue à Jersey Shore), vedette de télé réalité aux États-Unis, comme le couple "Speidi". "The Situation" a également participé à Dancing with the Stars 11 au côté d'Audrina.
- En 2014 Stephanie participe à Celebrity Big Brother 14.
- En 2017 Heidi et Spencer participent de nouveau à Celebrity Big Brother dans une saison voyant s'affronter des All Stars contre des New Stars. Ils sont éliminés a une semaine de la finale.